# Jacob van der Does

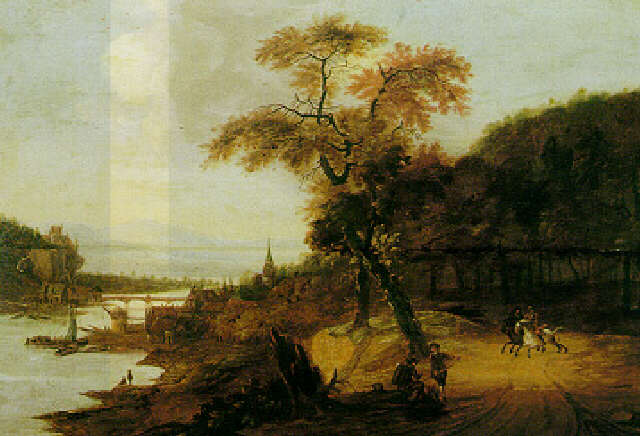
Landskapsmålning av Jacob van der Does.

Jacob van der Does, född 4 mars 1623, död 1673, var en nederländsk konstnär.
Van der Does utbildades under Claes Corneliszoon Moeyaert och under resor. I Italien tog han intryck av Pieter van Laer och målade en tid liksom denne bambocciader. Senare framträdde han med landskap i varm ton, i vilka får och annan boskap intar en centralplats. Tre av hans tavlor finns på konstmuseet, Köpenhamn, och finns även företrädd i svenska samlingar.
Hans son, Simon van der Does (död efter 1718) verkade inom samma genre. Båda uppträdde även som etsare.